# 第2SS装甲軍団
第2SS装甲軍団（だいにSSそうこうぐんだん、ドイツ語: II.SS-Panzerkorps）は、武装親衛隊の軍団。
1943年の第三次ハリコフ攻防戦とクルスクの戦いまでの間、パウル・ハウサー親衛隊大将によって指揮され、後任にはヴィルヘルム・ビットリヒ親衛隊大将になった。

## 第二次世界大戦

### 1942年 - 1943年
1942年7月、第2SS装甲軍団はSS装甲軍団として第2SS装甲師団 ダス・ライヒと第9SS装甲師団 ホーエンシュタウフェンから編成された。8月、部隊はアントン作戦のためにフランス北部へと移動した。1943年の2月上旬、指揮官はパウル・ハウサー親衛隊大将となり、南方軍集団の傘下として第三次ハリコフ攻防戦に従事した。
6月、部隊は第1SS装甲軍団が編成された関係で第2SS装甲軍団に改称された。7月、部隊は傘下の3つの装甲師団とともにツィタデレ作戦において、南方の先鋒を務める第4装甲軍に所属して戦った。プロホロフカの戦いにも従軍したが、作戦自体は失敗に終わった。8月、第2SS装甲師団と第3SS装甲師団は東部戦線に残り、ハリコフ攻防戦に従事した。部隊は唯一の傘下師団である第1SS装甲師団 ライプシュタンダーテ・SS・アドルフ・ヒトラーとともにイタリア戦線に送られ、そこでイタリア部隊の武装解除を行った。
9月20日から11月20日までの間、部隊はバルカン半島において、F軍集団のためにパルチザンの制圧に従事していた。これらの活動によって部隊は936人の人員を失った。クロアチア人の作家によると、イストリア半島において2000人のパルチザンと2000人の政治家がドイツ軍によって殺害し、それに加えて1200人が逮捕され、内400人が強制収容所に送られたと言われているIstrapedia (Croat.)。11月、部隊はイストリア半島、スロベニアならびにイタリア北部に残された軍団とともに、ソビエト軍に対峙するべく東部戦線へと送られた。

### 1944年 - 1945年
1944年6月、部隊はノルマンディー上陸作戦で西部を担当し、イギリス第21軍集団とカーンの戦いにおいて激戦を繰り広げた。なお、指揮官は終始ヴィルヘルム・ビットリヒ親衛隊大将である。8月、部隊はファレーズ・ポケットの戦闘に参加し、フランスから後退した。9月17日、部隊はアーネムにおいてマーケット・ガーデン作戦の戦闘に参加した。そこでアーネムの戦いにおいてイギリス第1空挺師団と対峙し、ナイメーヘンにおいてアメリカ第82空挺師団とイギリス第30軍団と対峙した。
バルジの戦いの準備期間、部隊は第6SS装甲軍の指揮下に入った。当初、部隊は北部で戦っていたが、その後バストーニュ南部の攻撃を担当した。しかしアメリカ第82空挺師団とアメリカ第101空挺師団の猛攻を受け壊滅し、作戦は失敗した。その後、部隊はアイフェルの防衛を担当した。
1945年2月、部隊はハンガリーのブダペストとその製油所を奪還する命令を受けた。3月6日、部隊はバラトン湖周辺における春の目覚め作戦に参加した。だが攻勢は失敗に終わり、部隊はウィーンの近くで第1SS装甲軍団と第4SS装甲軍団とともに降伏した。その後、ソビエト軍が街を奪還すると、個々の部隊はアメリカ軍に降伏するため西へ抜け出した。そして5月8日、部隊はアメリカ軍に降伏した。

## 戦闘序列

### 1943年7月 - ツィタデレ作戦
- 第1SS装甲師団 ライプシュタンダーテ・SS・アドルフ・ヒトラー
- 第2SS装甲師団 ダス・ライヒ
- 第3SS装甲師団 トーテンコップ
- 第167国民擲弾兵師団（英語版）

### 1943年9月[2]
- 第1SS装甲師団 ライプシュタンダーテ・SS・アドルフ・ヒトラー
- 第24装甲師団
- 第44歩兵師団 ホーフ・ウント・ドイッチュマイスター（英語版）
- 第71歩兵師団
- 第162トルクメン師団（英語版）

### 1943年10月[3]
- 第44歩兵師団 ホーフ・ウント・ドイッチュマイスター
- 第71歩兵師団
- 第162トルクメン師団

### 1944年9月 - マーケット・ガーデン作戦
- 第9SS装甲師団 ホーエンシュタウフェン
- 第10SS装甲師団 フレンツベルク

### 1945年3月 - 春の目覚め作戦
- 第102SS重戦車大隊
- 第9SS装甲師団 ホーエンシュタウフェン
- 第2SS装甲師団 ダス・ライヒ
- 第44帝国擲弾兵師団 ホーフ・ウント・ドイッチュマイスター
- 第23装甲師団（英語版）

## 指揮官
- 1942/06/1 - 1944/06/28 親衛隊大将 パウル・ハウサー
- 1944/07/10 - 1945/05/9 親衛隊大将 ヴィルヘルム・ビットリヒ